# Чудаков, Максим Анатольевич
Макси́м Анато́льевич Чудако́в (род. 10 июня 1979) — российский боксёр, представитель средней и полусредней весовых категорий. Выступал за сборную России по боксу в конце 1990-х — начале 2000-х годов, серебряный призёр Всемирных военных игр, серебряный призёр чемпионата России, обладатель Кубка России, победитель и призёр ряда крупных турниров национального и международного значения. На соревнованиях представлял Москву, мастер спорта России международного класса. Тренер по боксу.

## Биография
Максим Чудаков родился 10 июня 1979 года. В 1986—1996 годах учился в московской средней школе № 226. Активно заниматься боксом начал в возрасте десяти лет, проходил подготовку в московской Специализированной детско-юношеской спортивной школе олимпийского резерва ЦСКА под руководством заслуженного тренера Нагима Хайрутдиновича Хуснутдинова.
В 1994 году вошёл в состав юношеской сборной команды России, в 1995 году впервые выиграл первенство России среди юниоров. В составе сборной выступал на многих молодёжных международных турнирах, в частности в 1997 году занял второе место на Кубке Президента в Индонезии, уступив в финале американскому боксёру Ларри Мозли. Выполнил норматив мастера спорта России.
Первого серьёзного успеха на взрослом уровне добился в сезоне 1999 года, когда на чемпионате России в Челябинске в зачёте полусредней весовой категории победил действующего чемпиона Саяна Санчата и сумел дойти до финала, потерпев единственное поражение от Дмитрия Павлюченкова. Помимо этого, выиграл бронзовую медаль на Кубке Владимира Мономаха и стал серебряным призёром Всемирных военных игр в Хорватии. За эти выдающиеся достижения по итогам сезона был удостоен почётного звания «Мастер спорта России международного класса».
Рассматривался в числе основных кандидатов на участие в летних Олимпийских играх в Сиднее, однако в конкурентной борьбе уступил Александру Леонову. На чемпионате России 2000 года в Самаре выступил неудачно, выбыл из борьбы за медали уже на стадии 1/8 финала. При том стал обладателем Кубка России.
В дальнейшем Чудаков не имел больших побед, хотя ещё довольно долго продолжал выходить на ринг, принимая участие в различных соревнованиях. Так, в 2004 году он выступил на чемпионате России в Самаре в категории до 69 кг, но уже в 1/8 финала проиграл Андрею Баланову, который в итоге и стал победителем этого турнира. Одно из последних значимых достижений в олимпийском боксе — бронзовая медаль на мемориальном международном турнире Феликса Штамма 2011 года в Варшаве — здесь он дошёл до полуфинала и потерпел поражение от литовского боксёра Эгидиюса Каваляускаса.
После завершения спортивной карьеры занялся тренерской деятельностью. С 2010 года — тренер-преподаватель отделения бокса Детско-юношеской спортивной школы городского округа Краснознаменска.
Имеет высшее образование, в 2005 году заочно окончил Российский государственный университет физической культуры, спорта, молодёжи и туризма, где обучался на факультете спортивных единоборств и прикладных видов спорта, кафедре теории и методики бокса и кикбоксинга.
С 2018 года — начальник команды — старший тренер спортивной команды ЦСКА по боксу. Имеет воинское звание «майор».